# شبنمية
الشبنمية فصيلة طيور تضم أربعة أنواع حية غير منقرضة: ثلاثة منها تسمى الشبنم، والرابع هو النوع الوحيد المتبقي من طيور الآمو، وقد كان الآمو في السابق يتبع فصيلة مستقلة تسمى (Dromaiidae)، ولكن وجد أن الآمو قريب بما فيه الكفاية من الطيور الشبنمية الأخرى فضم إلى فصيلتها.
الصفات المشتركة للطيور الأربعة التابعة لفصيلة الشبنمية هي الحجم الكبير جدا، وعدم القدرة على الطيران، والأصل الذي يعود إلى أستراليا وغينيا الجديدة.

## الشبنم
طائر الشبنم طائر كبير الحجم لا يطير، يعود أصله إلى الغابات المطيرة في غينيا الجديدة والجزر القريبة منها وكذلك شمال شرق أستراليا، ولهذا الطائر ثلاثة أنواع حية غير منقرضة أشهرها الشبنم الجنوبي، الذي هو ثالث الطيور من حيث الطول، وثانيها من حيث الوزن، فلا يوجد طائر أكبر منه إلا النعامة والآمو.
يتغذى الشبنم بشكل أساسي على الفاكهة، وهو حيوان قارت يتغذى على المواد النباتية والحيوانية، فهو يأكل الأغصان وحبوب الأعشاب والفطريات، إضافة إلى اللافقاريات والفقاريات الصغيرة. والشبنم حيوان خجول جدا، ولكن إذا تعرض للإزعاج فقد يسبب إصابات خطيرة جدا للكلاب والبشر.